# Xã Bruce, Quận LaSalle, Illinois
Xã Bruce (tiếng Anh: Bruce Township) là một xã thuộc quận LaSalle, tiểu bang Illinois, Hoa Kỳ. Năm 2010, dân số của xã này là 13.185 người.